# Gordon Tietjens

a Compétitions nationales et continentales officielles uniquement.

b Matchs officiels uniquement.
Gordon Tietjens, né le 9 décembre 1955 à Rotorua est un joueur puis entraîneur néo-zélandais de rugby à XV et de rugby à sept. International de rugby à sept, il prend la direction de cette équipe en 1994, devenant l'entraîneur le plus titré dans cette discipline, avec deux victoires en coupe du monde, en 2001 et 2013, douze titres lors des World Rugby Sevens Series et quatre victoires en cinq éditions des Jeux du Commonwealth. Alors qu'il est toujours en activité, il est introduit au Temple de la renommée IRB en 2012.

## Biographie

### Joueur
Évoluant d'abord au poste d'arrière ou de centre lors de ses années de lycée à Rotorua, sa ville natale, Il joue ensuite en club à Rotura et Auckland puis rejoint Bay of Plenty en 1977. Avec cette province, il dispute 81 matchs en deux périodes, jusqu'en 1982 puis de 1984 à 1986. En 1983, Il évolue avec Waikato, disputant quatorze matchs. En 1983, il fait également partie de l'Équipe de Nouvelle-Zélande de rugby à sept qui dispute pour la première fois de son histoire le Hong Kong Sevens. En rugby à XV, même s'il ne porte pas le maillot noir de All Blacks, il rencontre des équipes nationales lors des tournées de celles-ci. En 1981, il dispute un match avec Bay of Plenty face aux Springboks lors de la tournée de l'Afrique du Sud. L'année suivante, il fait partie de cette même province qui s'impose 40 à 16 face aux Wallabies.

### Entraîneur

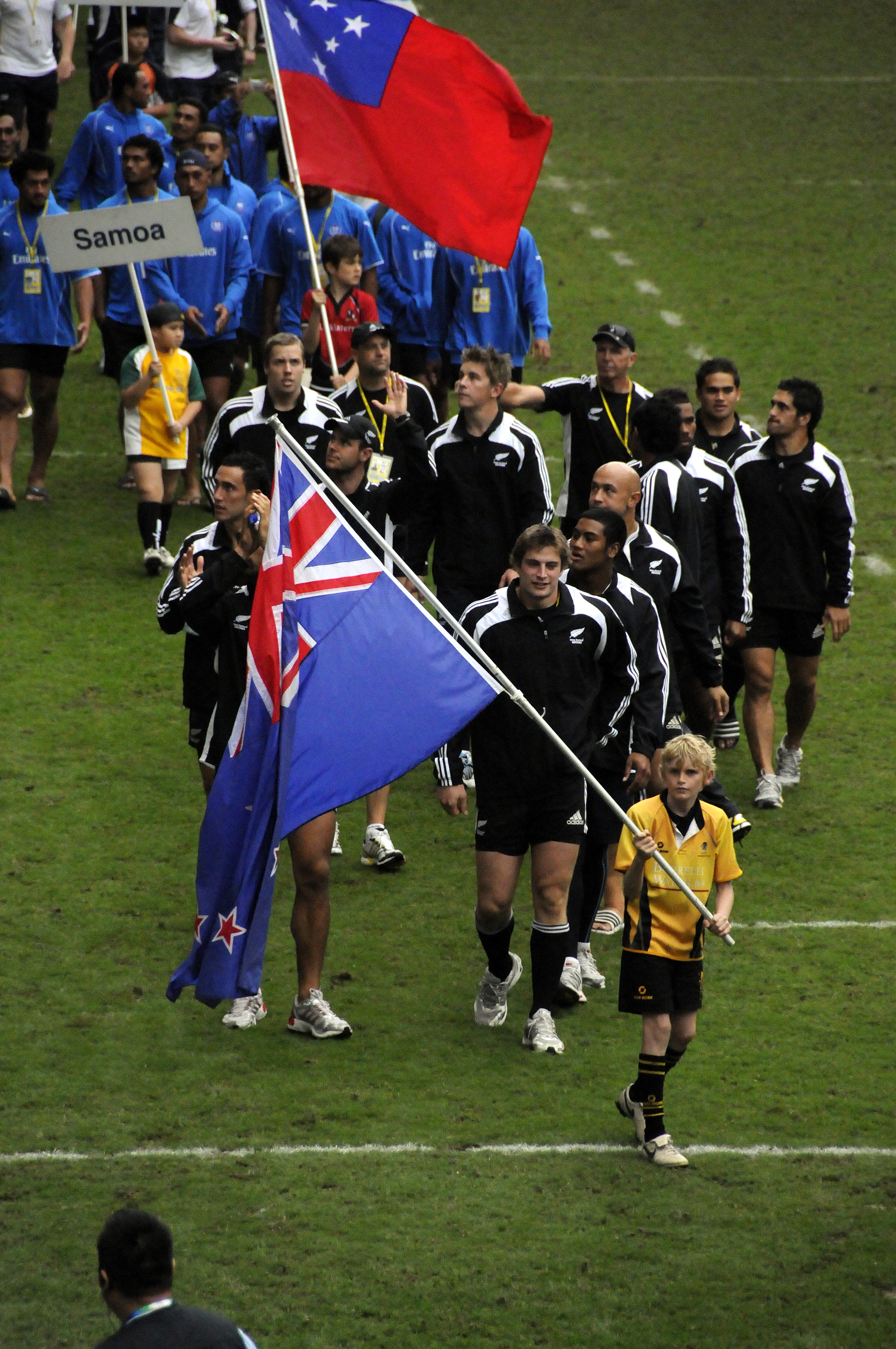
Nouvelle-Zélande aux Jeux du Commonwealth 2007

Après sa carrière de joueur, il devient entraîneur de rugby à XV de sa province de Bay of Plenty. C'est en 1992, lors de la victoire de cette province lors du tournoi de Melrose Sevens disputé en Écosse qu'il fait ses débuts en tant qu'entraîneur de rugby à sept. La même année, il prend la responsabilité de l'équipe B de la sélection néo-zélandaise de rugby à sept.
Deux ans plus tard, il est désigné entraîneur de la sélection néo-zélandaise. Pour sa première année à sa tête, il remporte le Hong Kong Sevens. Il remporte les deux éditions suivantes de ce tournoi, en 1995 et 1996. Pour la première édition de la coupe du monde, en 1997 à Hong Kong, son équipe termine à la quatrième place, battue en demi-finale par l'Afrique du Sud. Elle remporte la première édition où le rugby à sept figure au programme des Jeux du Commonwealth en 1998 en s'imposant 21 à 12 face aux Fidji à Kuala Lumpur.
En 1999-2000, pour la première édition du World Rugby Sevens Series, série de tournois internationaux, la Nouvelle-Zélande remporte cinq des dix tournois, tout comme les Fidji, devançant ces derniers pour remporter le titre. les Néo-Zélandais remportent l'édition suivante, avec des victoires lors de six tournois sur dix. Lors de la coupe du monde, La Nouvelle-Zélande, invaincue lors de la phase de poule, remporte les trois rencontres de la phase finale pour remporter le titre face aux Australiens.
Pour la troisième année consécutive, la Nouvelle-Zélande remporte les World Rugby Sevens Series, avec sept victoires sur les onze tournois disputés. Ils enchaînent par une victoire aux Jeux du Commonwealth de 2002 à Manchester, en s'imposant 33 à 15 face aux Fidji. En 2003, la Nouvelle-Zélande devance l'Angleterre au classement des World Rugby Sevens Series en remportant trois des huit tournois. Lors de l'édition suivante, les Néo-Zélandais devancent de nouveau les Anglais, bien que ceux-ci remportent trois tournois contre deux pour la Nouvelle-Zélande. Ils remportent également l'édition 2004-2005, en devançant les Fidji. C'est toutefois ces derniers qui remportent la quatrième édition de la coupe du monde en s'imposant 29 à 19.
Pour la première fois depuis l'instauration des World Rugby Sevens Series, La Nouvelle-Zélande ne remporte aucun tournoi lors de la saison 2005-2006, terminant quatrième d'une compétition remportée par les Fidji devant l'Angleterre. Au cours de cette saison, ils remportent toutefois pour la troisième édition consécutive les Jeux du Commonwealth, à Melbourne, en s'imposant 29 à 21 face à l'Angleterre. Trois équipes sont en lice pour remporter l'édition 2006-2007 : les Fidji, l'Angleterre et la Nouvelle-Zélande, celle-ci remportant le dernier tournoi à Édimbourg et la victoire finale. Après avoir remporté les deux derniers tournois de l'édition précédente, le London rugby sevens puis en Écosse, les Néo-Zélandais enchaînent les victoires en debut de saison 2007-2008 en remportant les tournois de Dubaï, d'Afrique du Sud, de Nouvelle-Zélande, les États-Unis, le Hong Kong Sevens. Ce sont les Sud-Africains qui mettent un terme à cette série en s'imposant en finale de l'édition australienne sur le score de 15 à 7. Durant cette série, les joueurs de Tietjens ont également enchainés 47 matchs victorieux. Ils remportent un dernier titre lors de cette saison en Écosse. Comme en 2006, les Néo-Zélandais ne parviennent pas à remporter le moindre tournoi des World Rugby Sevens Series, disputant trois finales. La même année, ils sont éliminés en quart de finale de la coupe du monde 2009 disputée à Dubaï par le pays de Galles, futur vainqueur.
Après avoir remporté les deux premières manches de la saison 2009-2010, à Dubaï puis en Afrique du Sud, les Néo-Zélandais terminent à la deuxième place des World Rugby Sevens Series derrière les Samoa. En octobre, ils remportent les Jeux du Commonwealth de New Delhi en s'imposant 24 à 17 face à l'Australie. Los de la saison suivante, ils remportent quatre des huit tournois, devançant l'Afrique du Sud au classement final de la saison. Ils remportent également l'édition 2011-2012 en gagnant trois tournois et devançant les Fidji. Bien que devancé au nombre de victoires par l'Afrique du Sud, la Nouvelle-Zélande remporte de nouveau les World Rugby Sevens Series en 2012-2013. Lors de la coupe du monde disputée en Russie, ils battent en phase finale les Gallois, les Fidji puis les Anglais en finale sur le score de 33 à 0. Ils remportent cinq des neuf tournois de l'édition 2013-2014 des World Rugby Sevens Series qu'ils remportent pour la quatrième fois consécutive, la douzième en quinze éditions. Lors du dernier tournoi, disputé à Londres, ils s'imposent 52 à 33 face aux Australiens. Lors des Jeux du Commonwealth 2014 disputés à Glasgow, la Nouvelle-Zélande, après avoir remporté ses trois matchs de poule, élimine le Kenya puis l'Australie. En finale, face à l'Afrique du sud, elle s'incline 17 à 12. Cette défaite met un terme à une série de 30 victoires consécutives de la Nouvelle-Zélande lors des Jeux du Commonwealth. Lors de l'édition 2014-2015 des World Rugby Sevens Series, les Néo-Zélandais terminent à la troisième place, derrière l'Afrique du Sud et les Fidji qui remportent leur deuxième titre. Ils remportent trois tournois lors de l'édition 2015-2016 des World Rugby Sevens Series, tout comme les Fidji, équipe qui se succède à elle-même au classement général. Quelques semaines après les Jeux olympiques de Rio de Janeiro où la sélection néo-zélandaise termine à la cinquième place, éliminée en quart de finale par les Fidji, avant de battre dans les matchs de classement la France puis l'Argentine, il annonce qu'il quitte son poste.
Le mois suivant, en octobre, les Samoa confirment que Gordon Tietjen prend la tête de la sélection samoane de rugby à sept.

## Distinctions
Gordon Tietjens est reconnu par le monde du rugby en étant introduit au sein du Temple de la renommée IRB en 2012.
Désigné membre de l'ordre du Mérite de Nouvelle-Zélande en 1999, il est ensuite élevé au rang d'officier en 2007, avant d'être promu chevalier compagnon en 2013.